# Championnat des Comores de football 2013
Navigation
Saison précédente Saison suivante
La saison 2013 du championnat des Comores de football est la vingt-neuf édition de la première division comorienne. Après une phase régionale se déroulant d'avril à novembre 2012, les champions de première division des trois îles des Comores (Anjouan, Grande Comore et Mohéli) s'affrontent dans une triangulaire en matchs aller et retour au sein d'une poule unique.
À la suite de l'annulation du championnat de l'île de Mohéli, la finale a opposé le champion d'Anjouan, le Komorozine de Domoni au champion de Grande Comore, le club des Enfants des Comores de Vouvouni. Le Komorozine fait match nul à domicile avant de s'imposer à Vouvouni et de remporter le tout premier titre de champion des Comores de son histoire.

## Phase régionale
La phase régionale se déroulant d'avril à novembre 2013.

### Championnat d'Anjouan
Le Komorozine de Domoni est sacré champion d'Anjouan en novembre 2013 devant le Steal Nouvel de Sima. Le classement est établi sur le barème de points classique (victoire à 3 points, match nul à 1, défaite à 0).
| Rang | Équipe                | Pts | J  | G | N | P | Bp | Bc | Diff |
| ---- | --------------------- | --- | -- | - | - | - | -- | -- | ---- |
| 1    | Komorozine de Domoni  | 31  | 17 | 9 | 4 | 4 | 18 | 10 | +8   |
| 2    | Steal Nouvel de SimaT | 30  | 17 | 8 | 6 | 3 | 22 | 13 | +9   |
| 3    | Miracle Club          | 27  | 17 | 7 | 6 | 4 | 15 | 10 | +5   |
| 4    | Étoile d'or           | 25  | 17 | 7 | 4 | 6 | 24 | 18 | +6   |
| 5    | FC Ouani              | 25  | 17 | 6 | 7 | 4 | 17 | 15 | +2   |
| 6    | Ngazi Sport           | 24  | 17 | 7 | 3 | 6 | 17 | 16 | +1   |
| 7    | Choc de Domoni        | 20  | 17 | 5 | 5 | 7 | 17 | 20 | -3   |
| 8    | FC Ngawo              | 18  | 17 | 5 | 3 | 9 | 15 | 23 | -8   |
| 9    | Taleza club           | 17  | 17 | 4 | 5 | 8 | 10 | 19 | -9   |
| 10   | Barakani Sport        | 14  | 17 | 3 | 5 | 9 | 13 | 24 | -11  |

| Légende : Qualifications et relégations | Légende : Qualifications et relégations |
| --------------------------------------- | --------------------------------------- |
|                                         | Qualification pour la phase nationale   |
|                                         | Relégation en deuxième division         |
|                                         | T : Tenant du titre                     |

### Championnat de la Grande Comore
Les Enfants des Comores de Vouvouni est sacré champion de la Grande Comore en novembre 2013 devant le Djabal Club. Le classement est établi sur le barème de points classique (victoire à 3 points, match nul à 1, défaite à 0).
| Rang | Équipe                     | Pts | J  | G  | N  | P  | Bp | Bc | Diff |
| ---- | -------------------------- | --- | -- | -- | -- | -- | -- | -- | ---- |
| 1    | Enfants des Comores        | 42  | 22 | 12 | 6  | 4  | 33 | 19 | +14  |
| 2    | Djabal ClubT               | 39  | 22 | 12 | 6  | 4  | 41 | 27 | +14  |
| 3    | Volcan Club                | 38  | 22 | 11 | 5  | 6  | 23 | 17 | +6   |
| 4    | Coin Nord de Mitsamiouli   | 33  | 22 | 9  | 6  | 7  | 25 | 25 | 0    |
| 5    | US Mboubé                  | 31  | 22 | 8  | 7  | 7  | 19 | 20 | -1   |
| 6    | US Mbéni                   | 29  | 22 | 6  | 11 | 5  | 27 | 24 | +3   |
| 7    | Apache Club de Mitsamiouli | 28  | 22 | 7  | 9  | 6  | 20 | 13 | +7   |
| 8    | FC Male                    | 28  | 22 | 7  | 7  | 8  | 26 | 20 | +6   |
| 9    | JACM Club de Mitsudjé      | 28  | 22 | 7  | 7  | 8  | 18 | 16 | +2   |
| 10   | US Séléa                   | 25  | 22 | 6  | 7  | 9  | 23 | 32 | -9   |
| 11   | Uranus de Boéni ya Bambao  | 17  | 22 | 4  | 5  | 13 | 18 | 37 | -19  |
| 12   | Alize Fort de Salimani     | 13  | 22 | 3  | 4  | 15 | 17 | 40 | -23  |

| Légende : Qualifications et relégations | Légende : Qualifications et relégations |
| --------------------------------------- | --------------------------------------- |
|                                         | Qualification pour la phase nationale   |
|                                         | Relégation en deuxième division         |
|                                         | T : Tenant du titre                     |

### Championnat de Mohéli
Le championnat est abandonné après deux journées.

## Phase nationale

### Les équipes participantes
- Komorozine de Domoni - Champion d'Anjouan
- Enfants des Comores de Vouvouni - Champion de Grande Comore

### Les matchs
Les rencontres se déroulent les 17 et 23 novembre 2013.
| Équipe 1             | Résultat | Équipe 2                        | Aller | Retour |
| -------------------- | -------- | ------------------------------- | ----- | ------ |
| Komorozine de Domoni | 2 - 1    | Enfants des Comores de Vouvouni | 1 - 1 | 1 - 0  |

## Bilan de la saison
| Championnat des Comores de football 2013 |                                  |
| Champion                                 | Komorozine de Domoni (1er titre) |
| Coupes et trophées                       |                                  |
| Vainqueur de la Coupe des Comores 2013   | Enfants des Comores de Vouvouni  |
| Qualifications continentales             |                                  |
| Ligue des champions de la CAF 2014       | Komorozine de Domoni             |
| Coupe de la confédération 2014           | Aucun                            |